# Bahía de Altea
La bahía de Altea es una pequeña bahía de la costa mediterránea española, un entrante de la Costa Blanca entre los municipios de Altea y Alfaz del Pi, en la comarca de la Marina Baja (provincia de Alicante, Comunidad Valenciana).
Limitada por acantilados, al norte por el Morro de Toix y al sur por la punta Bombarda, el frente litoral con unos 10 kilómetros es de costa baja, con playas y calas. Se encuentra fuertemente urbanizado para viviendas residenciales de uso turístico. En la bahía desemboca el río Algar (12,2 km). Los islotes la Olla y Pila  se sitúan cerca la costa.